# Im Pfeilern 1 (Dedeleben)

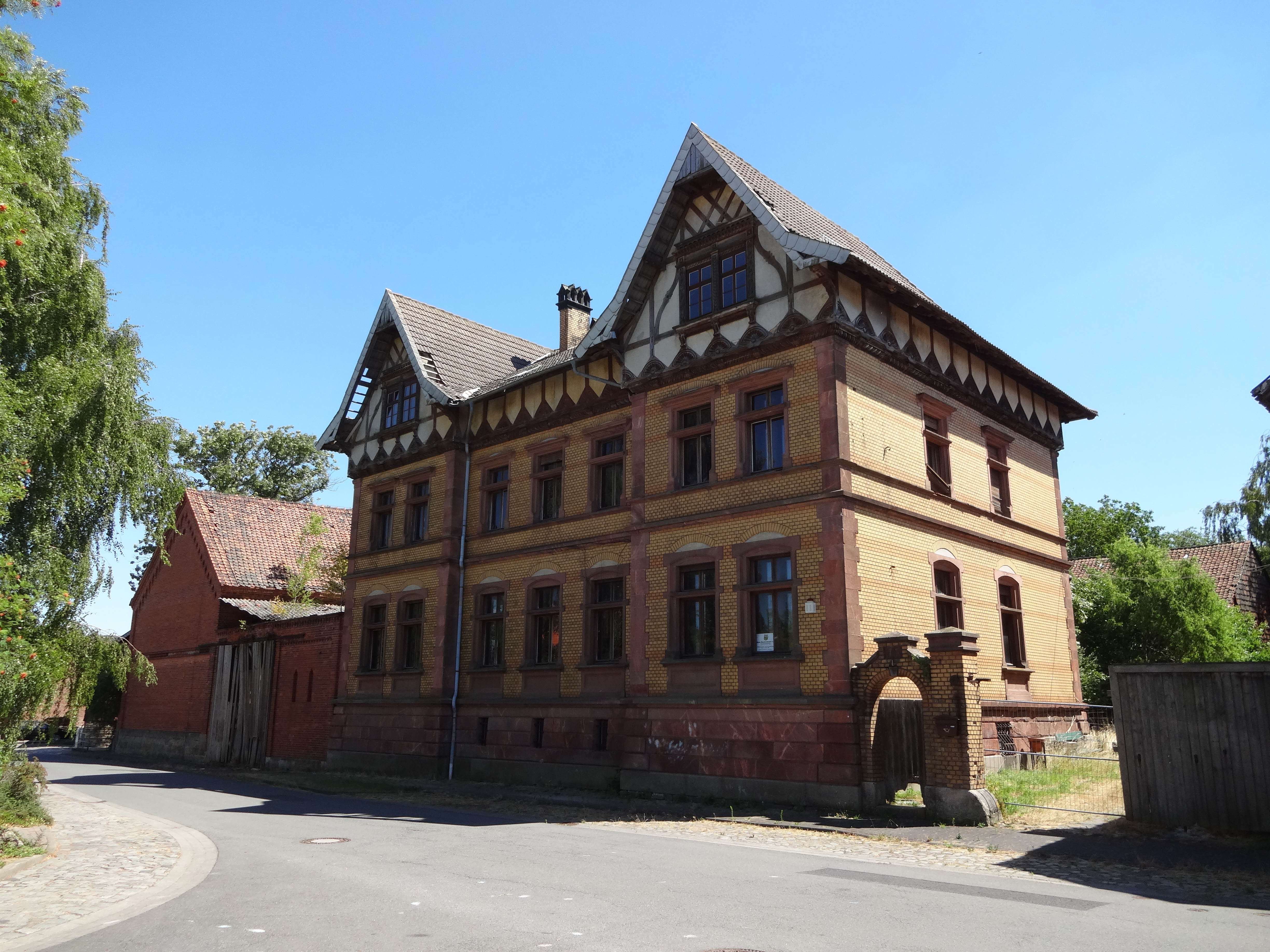
Bauernhaus Im Pfeilern 1

Das Haus Im Pfeilern 1 ist ein denkmalgeschütztes Gebäude in Dedeleben in der Gemeinde Huy in Sachsen-Anhalt. Es ist im örtlichen Denkmalverzeichnis als Bauernhaus eingetragen.

## Architektur
Das Wohnhaus ist ein zweigeschossiges, villenartiges Gebäude, voll unterkellert, in Sichtmauerwerk aus gelben Klinkersteinen im Jahre 1894  errichtet. Es basiert auf einem Sockel aus Porphyr-Quadermauerwerk, der mit einer Abdeckung aus rotem Sandstein abschließt. Die Gebäudeecken sind mit Sandsteinplatten eingefasst, ein Gurtgesims trennt die beiden Geschosse optisch voneinander. In Brüstungs-, Kämpfer- und Sturzhöhe der Fenster hat das Sichtmauerwerk einen umlaufenden, farblich abgesetzten Streifen.
Die Außenwände des Dachgeschosses sind als Fachwerkkonstruktion errichtet, es trennt sich optisch durch einen umlaufenden Brüstungsstreifen mit Fächerrosetten, profilierter Stockschwelle und Füllhölzern deutlich vom Klinkermauerwerk des Obergeschosses. Die beiden Giebelgauben oberhalb der Seitenrisalite prägen das Erscheinungsbild des Wohnhauses mit ihrer Fachwerkkonstruktion und den aufwendigen Fensterbekleidungen aus Holz mit Flechtbandelementen im Dachgeschoss. Zur Straßenseite und an den Giebelseiten haben die Fensteröffnungen eine Bekleidung aus rotem Sandstein, profilierte Sandstein Kämpferelemente sowie Sandstein-Sturzelemente mit Zahnschnittverzierungen. Die Fenster des Kellergeschosses haben schmiedeeiserne Vergitterungen, hofseitig s-förmig gebogen.
Der Eingang zum Gebäude befindet sich auf der Hofseite und besteht, bedingt durch die damalige Bewirtschaftung der Hofställe, aus einem schlichten Dienstboteneingang und einem hervortretenden Eingangsportal mit einem Dreiecksgiebel auf zwei Rundstützen aus rotem Sandstein. Der Dreiecksgiebel ist verziert und trägt die Zahlen des Baujahrs 1894.
Die hofseitigen Fenster haben keine Bekleidung aus Sandstein, es sind Rundbogenfenster mit einem Segmentbogen als Sturz im Sichtmauerwerk. Einige Fenster zeigen Reste von Bleiverglasungen. Das Treppenhaus des Gebäudes ist mit Stuckarbeiten und Deckenmalereien verziert.